# مكتب شاغر
في الكنيسة الكاثوليكية، يُطلق على فترة خلوّ الكرسي البابوي (sede vacante) اسم الحالة التي لا يُعيّن فيها أسقفٌ في منصب الأبرشية، حيث يكون منصب الأسقف هو الكاتدرائية. ويُستخدم هذا المصطلح بكثرة للإشارة إلى فترة خلوّ العرش البابوي التي تحدث بعد وفاة البابا أو استقالته.

## التاريخ
في بدايات تاريخ الكنيسة، كان رئيس الكهنة، ورئيس الشمامسة، و"رئيس كُتّاب العدل" في البلاط البابوي يُشكّلون مجلس وصاية يُدير فترة خلوّ الكرسي البابوي.
كان من واجب الكاميراريوس (حاجب البابا)، رئيس الغرفة الرسولية، إثبات وفاة البابا رسميًا. أدى هذا تدريجيًا إلى ظهور نظرية مفادها أن الكاميراريوس، بصفته رئيس الكوريا الرومانية، يجب أن يُدير شؤون الكنيسة بشكل طبيعي حتى بعد وفاة البابا، وأن يُجري أيضًا مراسم الدفن والتحضير للانتخابات الجديدة. كانت هذه العملية واضحة مع كاميراريوس بوسو بريكسبير. خلال فترة خلو الكرسي البابوي الطويلة (1268-1271)، كانت أهمية الكاميراريوس واضحة لدرجة أن الكرادلة استعدوا لانتخاب واحد جديد في حال وفاته.
أُعلن خلو الكرسي البابوي مؤخرًا من 21 أبريل إلى 8 مايو 2025 بعد وفاة البابا فرانسيس.